# Григоренко Євгеній Анатолійович
Євгеній Анатолійович Григоренко — український військовослужбовець, майор Повітряних сил Збройних сил України, учасник російсько-української війни.

## Життєпис
Станом на 2022 рік командир зенітної ракетної батареї 11-го зенітного ракетного полку повітряного командування «Захід» Повітряних сил Збройних сил України.

## Нагороди
- хрест бойових заслуг (27 липня 2022) — за визначні особисті заслуги у захисті державного суверенітету та територіальної цілісності України, самовіддане служіння Українському народу, вірність військовій присязі[1];
- орден Богдана Хмельницького III ступеня (28 травня 2022) — за особисту мужність і самовіддані дії, виявлені у захисті державного суверенітету та територіальної цілісності України, вірність військовій присязі[2].

## Військові звання
- майор.